# 日テレ★ミライ
『日テレ★ミライ』（にっテレミライ）とは、2015年10月14日未明（10月13日深夜）から日本テレビ系列で放送されていた深夜番組レーベルである。

## 概要
2015年10月から開始された日本テレビの深夜番組レーベルであった。
放送日時や分数は番組毎に変動される。

## 放送された番組

### 2015年
- 4コマコント 起笑転結（10月14日（13日深夜） - 12月30日（29日深夜））
MC ： 博多大吉（博多華丸・大吉）、田中みな実
放送日時 ： 水曜 1:29 - 1:59（火曜深夜）

### 2016年
- 上田晋也の日本メダル話（1月9日（8日深夜） - ）
MC ： 上田晋也（くりぃむしちゅー）
放送日時 ： 水曜 1:29 - 1:59（火曜深夜）[注 1]
- アイキャラ（1月14日（13日深夜） - 3月31日（30日深夜））
MC ： バカリズム
放送日時 ： 木曜 1:29 - 1:59（水曜深夜）
- 電脳王日本一決定戦! ゲーム駅伝（5月26日（25日深夜）、6月2日（1日深夜））
MC ： 本郷奏多
放送日時 ： 木曜 1:29 - 1:59（水曜深夜）
- アイキャラ シーズン2（7月21日（20日深夜） - 10月6日（5日深夜））
MC ： バカリズム
放送日時 ： 木曜 1:29 - 1:59（水曜深夜）
- さよなら、フーテン人生〜フーテン達が自分を変える720時間山ごもり〜（10月19日（18日深夜） - 12月7日（6日深夜））
MC ： 藤岡弘、
放送日時 ： 水曜 1:29 - 1:59（火曜深夜）

### 2017年
- 住住（1月25日（24日深夜） - 3月28日（27日深夜））
MC ： バカリズム、二階堂ふみ、若林正恭（オードリー）
放送日時 ： 水曜 1:29 - 1:59（火曜深夜）
- アイキャラ シーズン3（7月1日（6月30日深夜） - 2018年3月30日(3月29日深夜)）
MC ： バカリズム
放送日時 ： 月1回・土曜 1:35 - 2:20（金曜深夜）→月1回・木曜 0:59 - 1:44（水曜深夜）

### 2018年
- アイキャラ シーズン4（4月27日（4月26日深夜） - ）
MC ： バカリズム
放送日時 ： 月1回・金曜 0:59 - 1:49（木曜深夜）